# Upotrebena
Upotrebena è un singolo della cantante bulgara Andrea pubblicato il 2 luglio 2009 come estratto dal suo album in studio Men si tarsil.